# Clovis Hesteau de Nuysement
 (août 2022).
Si vous disposez d'ouvrages ou d'articles de référence ou si vous connaissez des sites web de qualité traitant du thème abordé ici, merci de compléter l'article en donnant les références utiles à sa vérifiabilité et en les liant à la section « Notes et références ».
 (août 2022).
La mise en forme du texte ne suit pas les recommandations de Wikipédia : il faut le « wikifier ».
Les points d'amélioration suivants sont les cas les plus fréquents. Le détail des points à revoir est peut-être précisé sur la page de discussion.
- Les titres sont pré-formatés par le logiciel. Ils ne sont ni en capitales, ni en gras.
- Le texte ne doit pas être écrit en capitales (les noms de famille non plus), ni en gras, ni en italique, ni en « petit »…
- Le gras n'est utilisé que pour surligner le titre de l'article dans l'introduction, une seule fois.
- L'italique est rarement utilisé : mots en langue étrangère, titres d'œuvres, noms de bateaux, etc.
- Les citations ne sont pas en italique mais en corps de texte normal. Elles sont entourées par des guillemets français : « et ».
- Les listes à puces sont à éviter, des paragraphes rédigés étant largement préférés. Les tableaux sont à réserver à la présentation de données structurées (résultats, etc.).
- Les appels de note de bas de page (petits chiffres en exposant, introduits par l'outil «  Source ») sont à placer entre la fin de phrase et le point final[comme ça].
- Les liens internes (vers d'autres articles de Wikipédia) sont à choisir avec parcimonie. Créez des liens vers des articles approfondissant le sujet. Les termes génériques sans rapport avec le sujet sont à éviter, ainsi que les répétitions de liens vers un même terme.
- Les liens externes sont à placer uniquement dans une section « Liens externes », à la fin de l'article. Ces liens sont à choisir avec parcimonie suivant les règles définies. Si un lien sert de source à l'article, son insertion dans le texte est à faire par les notes de bas de page.
- La présentation des références doit suivre les conventions bibliographiques. Il est recommandé d'utiliser les modèles {{Ouvrage}}, {{Chapitre}}, {{Article}}, {{Lien web}} et/ou {{Bibliographie}}. Le mode d'édition visuel peut mettre en forme automatiquement les références.
- Insérer une infobox (cadre d'informations à droite) n'est pas obligatoire pour parachever la mise en page.

Pour une aide détaillée, merci de consulter Aide:Wikification.
Si vous pensez que ces points ont été résolus, vous pouvez retirer ce bandeau et améliorer la mise en forme d'un autre article.
Clovis Hesteau de Nuysement (~1550-1560 à Blois, ~1623-24) est un poète français de la Renaissance, de plusieurs ouvrages de poèmes alchimiques, dont le Traité du Vrai sel (Traittez de l'harmonie, et constitution generalle du vray sel, secret des Philosophes, & de l'esprit universel du monde).

## Biographie
Clovis Hesteau de Nuysement a fait partie de l'entourage de Henri III et de son frère le duc d'Alençon. Il est « secrétaire de la chambre du Roi et de Monsieur », reçoit une pension parmi les « Poettes-Géographes », « Historiographes » et « Traducteurs » et participe aux travaux de l'Académie fondée par Jean-Antoine de Baïf.
Après la fuite du duc d'Alençon en 1578, il effectue des travaux pour l'imprimeur d'Anvers Christophe Plantin et devient secrétaire de Jacques Harlay de Champvallon.
Revenu à Paris en 1583, il est poursuivi dans une affaire de faux en écritures pour laquelle il passera quelques mois en prison.
Ayant comme nouveaux protecteurs Monseigneur de Bellegarde, puis Charles de Luxembourg, il est nommé par ce dernier « secrétaire et receveur général du comté de Ligny » en 1591. Il devient seigneur de La Presle et des Marolles, se marie et a des enfants.
Il avait été initié à l'alchimie par François de Foix vers 1581. En 1624, son matériel de laboratoire est saisi pour être vendu aux enchères à Ligny.

### Source
- Clovis Hesteau de Nuysement, Les Œuvres poétiques, tome I, Introduction par Roland Guillot, Genève, Droz, 1994, p. 11-25

### Œuvres
- Œuvres poétiques, Paris, A. L'Angelier, 1578 (lire) au folio 88, se trouve un Discours des enchantements
- Juste Lipse, Les deux livres de la constance de Juste Lipsius, traduit par Clovis Hesteau de Nuysement, Anvers, Plantin, 1584
- Poeme philosophic de la verité de la Phisique mineralle, Paris, J. Périer et A. Buisard, 1620 (lire), lire en ligne sur la BNAM .
- Traittez de l’harmonie et constitution generalle du vray sel, Paris, J. Périer et A. Buisard, 1620  (lire), lire en ligne sur la BNAM . c'est le traité III du livre intitulé Le Cosmopolite ou Nouvelle Lumière chymique (le traité I, Traité du Mercure, est dû à Alexandre Seton, 1604 ; le traité II, Traité du Soufre, est dû à Michel Sendivogius). Ces deux auteurs, l'un le maître (Seton), l'autre le disciple (Sendivogius), étaient appelés « Le Cosmopolite ». Le traité III a pour titre : Traité du vrai Sel des Philosophes)
- La table d'Hermes expliquée par sonnets, Paris, J. Périer et A. Buisard, 1620
- Poëme philosophic sur l’azoth des philosophes, Paris, J. et C. Perier, 1624

### Édition
- Traité du vrai secret des philosophes et de l'esprit universel du monde. Œuvre non moins curieux que profitable, traitant de la connaissance de la vraie médecine chymique, Castelli, 2007  (ISBN 9782353170128)
- Clovis Hesteau de Nuysement, Les Œuvres poétiques, édition critique par Roland Guillot, Genève, Droz, 1994-1996